# Hrabstwo Scotland (Missouri)
Hrabstwo Scotland (ang. Scotland County) – hrabstwo przy północnej granicy stanu Missouri w Stanach Zjednoczonych. Obszar całkowity hrabstwa obejmuje powierzchnię 439,25 mil2 (1 138 km²). Według danych z 2010 r. hrabstwo miało 4 843 mieszkańców. Hrabstwo powstało w 1841 roku, a swą nazwę zawdzięcza Szkocji (ang. Scotland), skąd pochodziło wielu imigrantów osiedlających się na tych terenach.

## Sąsiednie hrabstwa
- Hrabstwo Davis (Iowa) (północny zachód)
- Hrabstwo Van Buren (Iowa) (północny wschód)
- Hrabstwo Clark (wschód)
- Hrabstwo Knox (południe)
- Hrabstwo Adair (południowy zachód)
- Hrabstwo Schuyler (zachód)

## Miasta
- Memphis
- South Gorin

## Wioski
- Arbela
- Granger
- Rutledge